# Oggau am Neusiedler See
Oggau am Neusiedler See (ungerska: Oka, kroatiska: Cokula) är en ort och kommun i Österrike. Den ligger i distriktet Eisenstadt-Umgebung i förbundslandet Burgenland, i den östra delen av landet, 50 km sydost om huvudstaden Wien. Antalet invånare år 2023 är 1 719. Arean är 52 kvadratkilometer.